# リアム・フォックス
リアム・フォックス（Liam Fox, 1961年9月22日 - ）は、イギリスの政治家。保守党に所属し、2010年からノース・サマセット選挙区選出庶民院議員を務めている。1992年に初めてウッドスプリング選挙区選出庶民院議員に当選した。
フォックスはグラスゴー大学で医学を学び、卒業後に王立陸軍医療軍団で民間陸軍医療官の総合診療医として働いた。国会議員就任後、メージャー政権下でいくつかの省庁での役職を歴任した。フォックスは影の憲法事項省スポークスマン（1998年 - 1999年）、影の保健大臣（1999年 - 2003年）、保守党幹事長（2003年 - 2005年）、影の外務大臣（2005年）、影の国防大臣（2005年 - 2010年）を務めている。
イギリス下院議員経費スキャンダルで、フォックスは保守党の影の閣僚の中で最も多額の経費請求を行った議員であった。その結果、フォックスは大半の経費の返納を余儀なくされた。2010年に国防大臣に任命されたが、親友のロビイストであるアダム・ウェリティに国防省への自由なアクセス権を与えたり海外出張への同行を許可したという疑惑のため、2011年10月14日に辞任した。2005年及び2016年の党首選に立候補したがいずれも落選した。
2010年から2011年まで国防大臣、2016年から2019年まで国際貿易大臣を務めた。

## 来歴
フォックスはスコットランドのイースト・キルブライドで生まれ、後に両親が購入した公営住宅で成長した。
弟及び2人の妹と一緒に、フォックスは公立学校で教育を受けた。セントブライドズ高校（現在のセントアンドリューズ・セントブライドズ高校の一部）からグラスゴー大学メディカルスクールに進学し、医学士として1983年に卒業した。ビーコンズフィールド、バッキンガムシャーで開業し、王立陸軍医療軍団で民間陸軍医療官の総合診療医として働いた。また、セントジョン・アンビュランスでの地区外科医も務めた。フォックスはまた、ロイヤル・カレッジ・オブ・ジェネラル・プラクティティオナーズのメンバーでもある。
1990年代初頭にマイケル・ハワードのアドバイザーとして働いた。
フォックスは1992年から2010年まではウッドスプリング選挙区選出、2010年からはノース・サマセット選挙区選出である。2010年に第1次キャメロン内閣で国防大臣に就任したが、翌年10月に辞任している。2016年7月13日、テリーザ・メイ首相によって国際貿易大臣に任命され、2019年まで在任した。

## 欧州懐疑論
フォックスはよく知られた欧州懐疑主義者であり、イギリスはEUを離脱しイギリスの主権を回復させるべきであると述べている。
EU残留派のデービッド・キャメロンはイギリスがEU離脱することでイギリスの治安は悪化すると主張しているが、EU離脱派のフォックスの見解はその逆である。イギリスの治安の核はNATOであって、EUとは関係がない。第二次世界大戦後、NATOが欧州の平和を維持してきた。EUこそがイギリスの治安への脅威であり、EUに加入しているためにユーロ構想の失敗のツケを負わされ、また制御不可能な移民のリスクにも晒される、というのがフォックスの考えである。
イギリスがEUに残留した場合、ドイツが受け入れた多くの難民がEUの市民権を得た後に、彼らはイギリスに入国する権利を得る。フォックスはその移民と治安がEU離脱の是非を問う国民投票（2016年6月）での大きな争点であると述べていた。

## 発言
- もし自分たちの国の法律を自分たちで決められないのであれば、それは独立した主権国家ではなく国境審査もできない。私は独立した主権国家に住みたい[12]。

## 参照
1. 1 2 3  Liam FoxConservatives, Keep up to date for the campaign
2. ↑  “Rt Hon Dr Liam Fox MP”.  Conservative Party (2011年10月31日). 2011年11月14日閲覧。
3. ↑  Prince, Rosa (2010年3月17日). “MPs' expenses: Liam Fox becomes highest shadow cabinet repayer”. The Daily Telegraph (London) 2010年3月20日閲覧。
4. ↑  “Liam Fox resigns as defence secretary”. BBC News. (2011年10月14日) 2011年10月14日閲覧。
5. ↑  “Michael Gove and Theresa May head five-way Conservative race”. BBC. (2016年6月30日) 2016年6月30日閲覧。
6. ↑  “Liam Fox is back in government just five years after resigning in disgrace” (英語). The Independent (2016年7月14日). 2020年1月17日閲覧。
7. ↑  Deacon, Carol (2010年10月6日). “North Somerset MP Liam Fox says the 'big society' is local people who support our armed forces”. Nailsea People:  p. (paragraph 5) 2011年9月15日閲覧。
8. ↑  “BBC News Article”. BBC News. (2011年1月26日) 2011年1月26日閲覧。
9. 1 2 3  Who is Liam Fox? Meet the new Secretary of State for International Trade The Daily Telegraph, 13 Jul 2016
10. ↑  About LiamDr Liam Fox, MP for North Somerset
11. ↑  “Liam Fox is back in government just five years after resigning in disgrace” (英語) (2016年7月14日). 2016年7月14日閲覧。
12. 1 2 3 4  Liam Fox calls for Britain to leave EU and become "an independent sovereign nation" againT. Ross, The Daily Telegraph, 23 Jan 2016